# Arturo (astronomia)
Arturo (α Boo / α Bootis / Alfa Bootis; in latino Arctūrus) è la stella più luminosa della costellazione del Boote, la quarta stella più brillante del cielo notturno osservabile dopo Sirio, Canopo e α Centauri, in virtù della sua magnitudine di −0,05, la terza se si considerano singolarmente le due componenti principali del sistema di α Centauri. Dopo Sirio, è la stella più brillante fra quelle visibili dalle latitudini settentrionali, nonché la più luminosa dell'emisfero celeste boreale.
È una gigante arancione di tipo spettrale K1 III e ha una luminosità 113 volte superiore a quella del Sole. Ma se si considera anche la quantità di radiazione emessa nell'infrarosso, Arturo risulta circa 200 volte più luminoso del Sole; questo ne fa l'astro più luminoso entro la distanza di 50 anni luce dal Sole.

## Osservazione

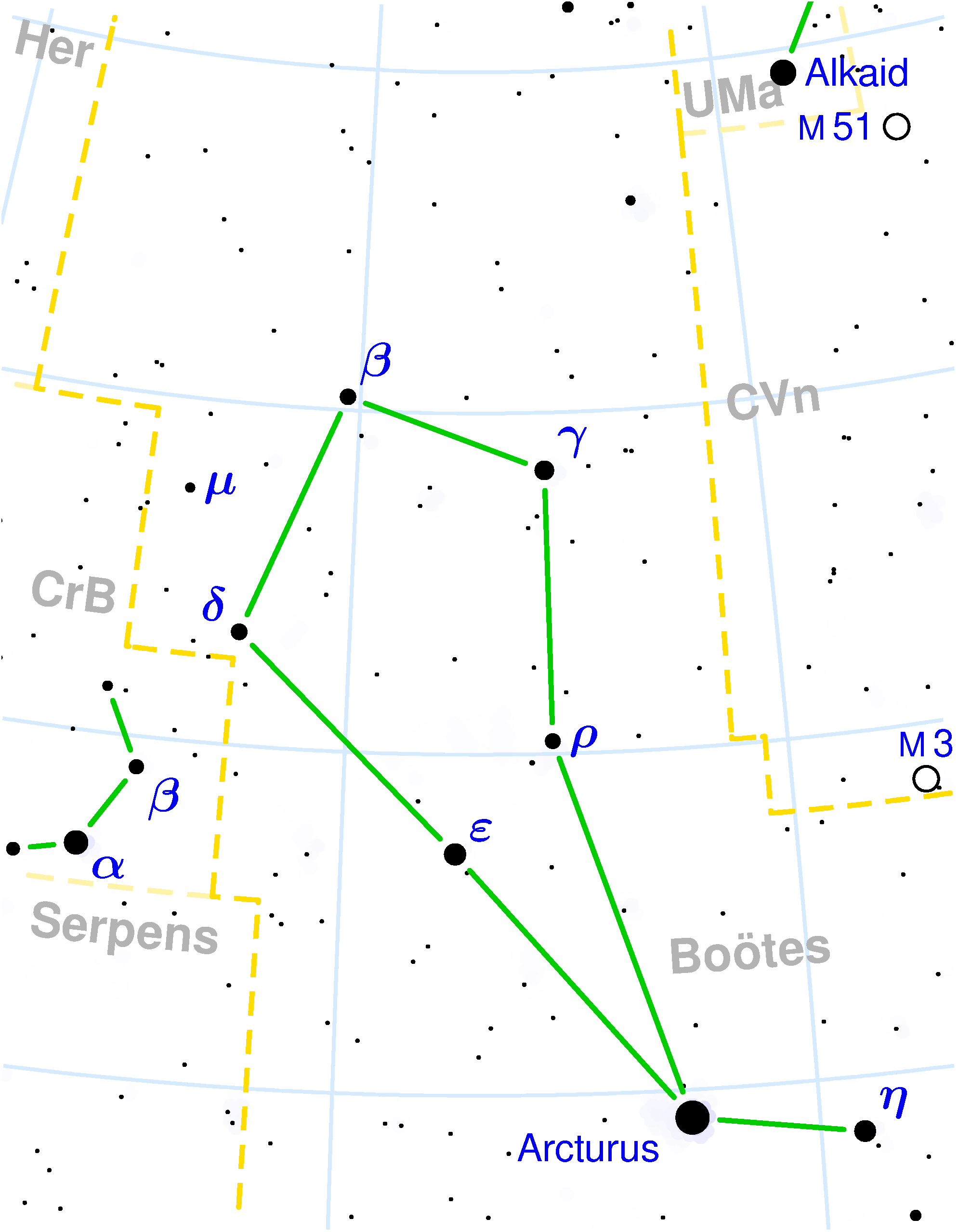
Carta della costellazione di Boote

Arturo è facilmente individuabile a causa della sua grande luminosità e del suo caratteristico colore arancione, molto vivo; si rintraccia prolungando la curvatura indicata dal timone del Grande Carro verso sud. Prolungando ulteriormente la stessa linea, oltre Arturo, si può trovare Spica. Arturo corrisponde al punto più meridionale di un grande asterismo a forma di lettera "Y", le cui componenti sono, oltre ad esso, ε Bootis, α Coronae Borealis e γ Bootis.
È una stella dell'emisfero boreale, ma la sua posizione 19° a nord dell'equatore celeste fa sì che sia osservabile da tutte le regioni abitate della Terra: nell'emisfero australe è infatti invisibile solo più a sud del 71º parallelo, cioè nelle regioni antartiche. D'altra parte, questa posizione la rende circumpolare solo nelle regioni più a nord di 71° N, cioè ben oltre il circolo polare artico.
Questa stella può essere osservata con facilità da febbraio a settembre dall'emisfero settentrionale e per un periodo poco più breve da quello meridionale.

## Ambiente galattico e distanza
Secondo le osservazioni del satellite Hipparcos, Arturo si trova a una distanza di 36,7 anni luce (corrispondenti a 11,3 parsec), cioè è una stella piuttosto vicina; la vicinanza era in realtà già nota, grazie alle misure di parallasse effettuate dalla Terra e grazie al fatto che possiede anche un notevole moto proprio, in direzione della Vergine: Arturo si muove sulla sfera celeste ogni anno di 2,28 secondi, cioè sembra percorrere circa 1° ogni 2 000 anni; fra le stelle di prima magnitudine solo Alfa Centauri presenta un moto proprio più elevato. Questo elevato moto proprio fu per la prima volta notato da Edmond Halley nel 1718.
Trovandosi relativamente vicino al Sole, Arturo ne condivide lo stesso ambiente galattico. Le sue coordinate galattiche sono 69,11° e 15,14°. Una longitudine galattica di circa 15° significa che la linea ideale che congiunge il Sole e Arturo, se proiettata sul piano galattico, forma con la linea ideale che congiunge il Sole con il centro galattico un angolo di 15°. Cioè Arturo è leggermente più vicino al centro galattico di quanto non sia il Sole. Una latitudine galattica di quasi 70° significa tuttavia che la distanza che separa il Sole da Arturo è per la maggior parte dovuta al fatto che le due stelle non sono allineate sullo stesso piano e che Arturo si trova parecchio a nord rispetto al piano galattico.

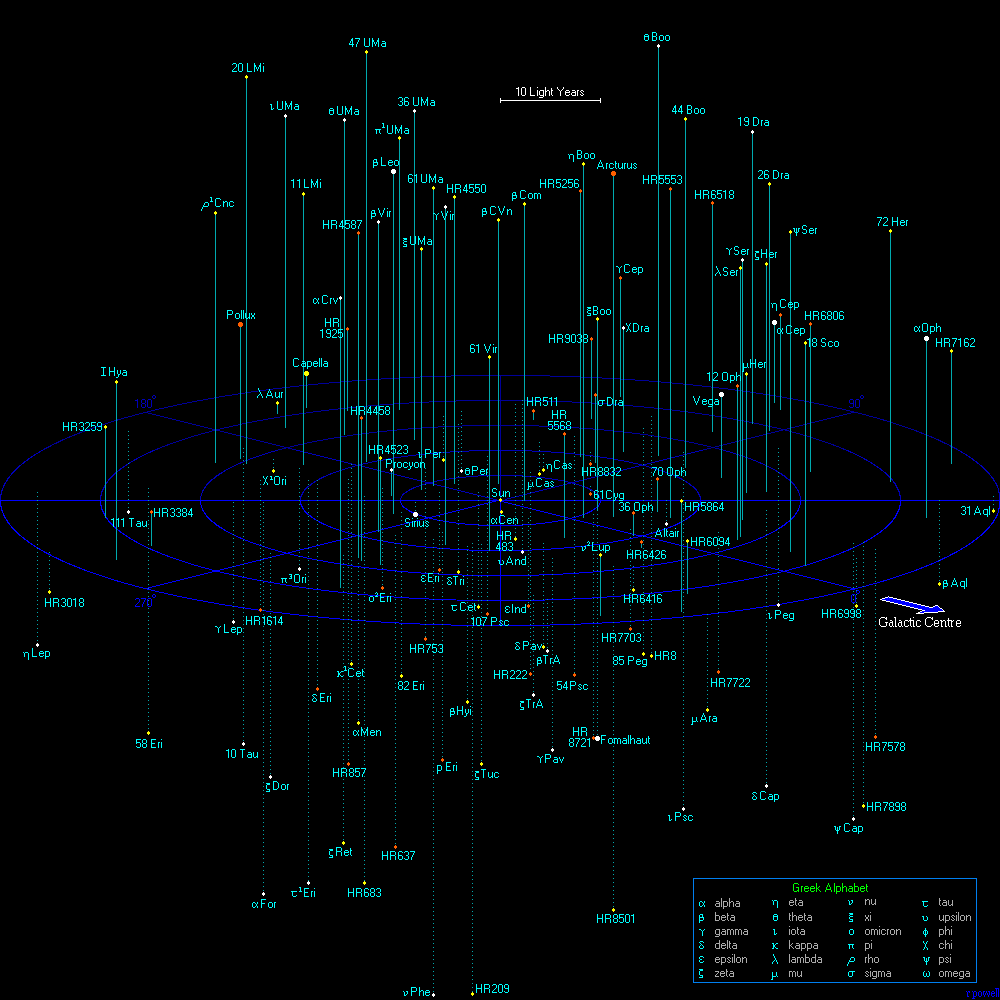
Mappa delle principali stelle entro un raggio di 50 anni luce dal Sole. Si apprezza la posizione di Arturo rispetto al Sole, al piano galattico e al centro galattico

La più prossima ad Arturo, a 3,3 anni luce, è Mufrid, una stella di classe G0 IV, che appare anche visualmente nel cielo vicino (circa 5°) ad Arturo. La seconda in ordine di vicinanza ad Arturo è HD 131511, una stella di sequenza principale arancione di magnitudine 6,01, che dista da esso 5,8 anni luce. Mufrid sarebbe anche di gran lunga la stella più luminosa vista da eventuali pianeti in orbita attorno ad Arturo: a quella distanza brillerebbe di magnitudine −2,60. Il Sole sarebbe appena percepibile a occhio nudo visto che sarebbe di quinta magnitudine, e si troverebbe non lontano in cielo da Sirio. Quest'ultima, a 40 anni luce da Arturo, sarebbe una normale stella di seconda magnitudine, con la stessa luminosità di HD 131511, la seconda stella più vicina ad Arturo, e poco più luminosa di una stella analoga al Sole come Beta Comae Berenices, che si trova ad appena 12 anni luce da Arturo.

### Il gruppo di Arturo
Agli inizi degli anni Settanta l'astronomo Olin J. Eggen scoprì che Arturo condivideva il suo moto proprio con altre 53 stelle. Esse inoltre presentano metallicità simili: il valore medio di [Fe/H] di questi astri si aggira infatti intorno a −0,6 (cioè circa il 25% dell'abbondanza di ferro nell'atmosfera del Sole). Ciò fa presumere che facciano parte di un'associazione stellare, la cui età è stimata in circa 10 miliardi di anni e che è stata battezzata Corrente stellare di Arturo.
I vettori del movimento di Arturo rispetto al sistema di riposo locale sono (U, V, W) = (−25, −116, −3) km/s: ciò significa che, rispetto al movimento medio del materiale della Via Lattea nei dintorni del Sole, Arturo presenta un movimento di allontanamento dal centro galattico di 25 km/s, un movimento inverso rispetto alla rotazione galattica di 116 km/s e un movimento verso il polo sud galattico di 3 km/s. Il gruppo di Arturo ha un movimento medio sul piano UV di −102 km/s. Uno studio delle stelle che presentano un movimento simile ha permesso di individuare altre componenti che probabilmente appartengono alla corrente di Arturo: in un articolo del 2008 sono elencate 134 stelle come possibili appartenenti alla corrente.
Si pensa che il gruppo di Arturo faccia parte del disco galattico spesso, una regione intermedia fra il disco galattico e l'alone galattico, caratterizzata da stelle vecchie che possono giacere migliaia di anni luce sopra o sotto il piano galattico, al contrario di quanto avviene per le stelle del disco galattico, come il Sole, che giacciono al massimo a un migliaio di anni luce dal disco. Le stelle del disco galattico spesso tendono ad avere elevati moti propri (fino a 120 km/s), con passaggi rapidi su orbite molto inclinate e eccentriche intorno al centro galattico. Essendo nate molti miliardi di anni fa, quando la galassia era meno ricca di metalli, tendono a esserne povere (fino al 12% dell'abbondanza solare). Si pensa che costituiscano circa il 4% delle stelle che si trovano nelle vicinanze del Sole.
Le stelle dell'alone galattico sono ancora più vecchie di quelle del disco spesso (si sono formate 10-13 miliardi di anni fa), tendono ad avere orbite ancora più inclinate ed eccentriche con moti propri fino a 600 km/s. Inoltre presentano metallicità inferiori al 10%-15% di quella solare.
L'origine della corrente di Arturo non è ancora ben chiara. Le ipotesi possibili sono tre:
- Il gruppo si è formato circa 10 miliardi di anni fa da un'unica nube di gas. Questa ipotesi ha due difetti: in primo luogo, in un tempo così lungo l'associazione dovrebbe essersi dispersa; in secondo luogo, sebbene la metallicità delle stelle del gruppo sia più o meno la stessa, la loro composizione chimica non è uniforme[8].
- Il gruppo era parte di una galassia satellite che si è poi fusa con la Via Lattea[10]. Contro questa ipotesi gioca il fatto che nelle piccole galassie satellite della Via Lattea le stelle sono più povere non solo di ferro delle stelle del disco galattico, ma anche di elementi con Z ≤ 22[11]. Arturo, però, è comparativamente ricca di elementi di questo tipo. Comunque rimane sul campo l'ipotesi che la corrente di Arturo fosse originariamente parte di una galassia di dimensioni maggiori, paragonabile alla Grande Nube di Magellano, che si è poi fusa con la nostra galassia[8].
- Il gruppo si è formato per la risonanza creata dalla rotazione della barra della Via Lattea, che confinerebbe gruppi di stelle in certe aree[12]. Questa ipotesi appare promettente, ma è al momento difficilmente verificabile, vista l'incertezza sulle dimensioni e sulla velocità di rotazione della barra e sulle modalità in cui essa può avere effetti sulle stelle che orbitano in regioni diverse della galassia[8].

## Caratteristiche principali

### Classificazione e temperatura superficiale

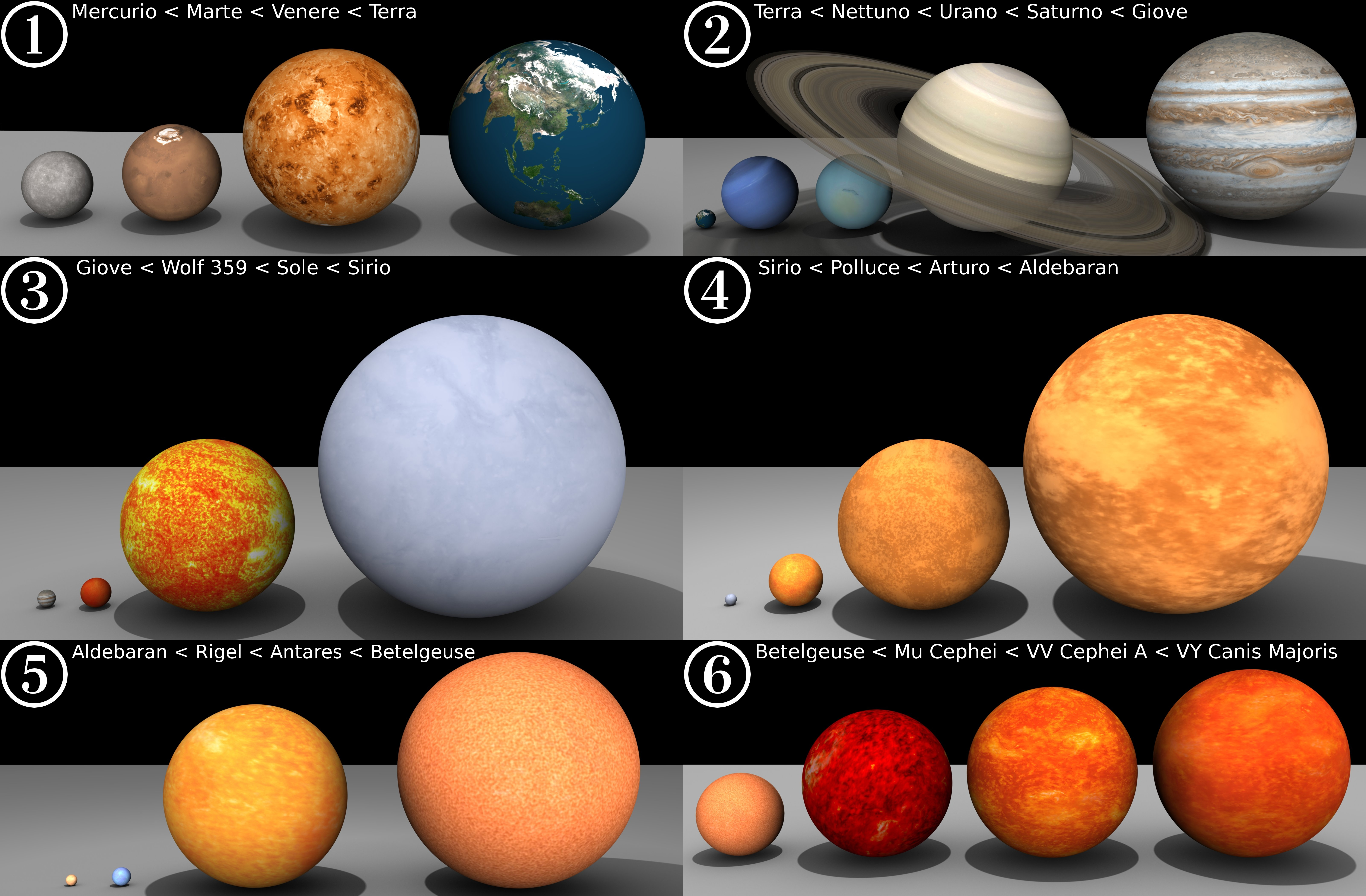
Confronto fra le dimensioni di Arturo e quelle di altre stelle e pianeti

Arturo è classificata come K1,5 IIIpe. La classe spettrale K raduna le stelle di colore arancione, di temperatura superficiale più bassa di quella del Sole. In effetti, sulla base di misurazioni accurate riportate in uno studio del 1993, la temperatura superficiale di Arturo è stimata in 4 300 ± 30 K, di 1 500 K inferiore a quella solare (5 800 K). È tale temperatura a donare ad Arturo il suo caratteristico colore arancione. Altre misurazioni danno risultati leggermente differenti: da 4 060 K a 4.460 K. Comunque  i valori più accreditati variano di poche decine di gradi e si attestano intorno ai 4.300 K. Ad esempio, uno studio molto citato del 1999 riporta il valore 4.290 ± 30 K, un altro di tre anni prima 4 303 ± 47 K.
La classe MMK III raccoglie invece le stelle giganti, cioè stelle di massa media o piccola aventi un avanzato stato evolutivo.
Le lettere p ed e stanno per peculiare ed emissione, indicando che lo spettro elettromagnetico della luce emessa è inusuale e pieno di linee di emissione. Queste caratteristiche sono comuni a tutte le giganti rosse, ma in Arturo sono particolarmente marcate.

### Raggio e periodo di rotazione

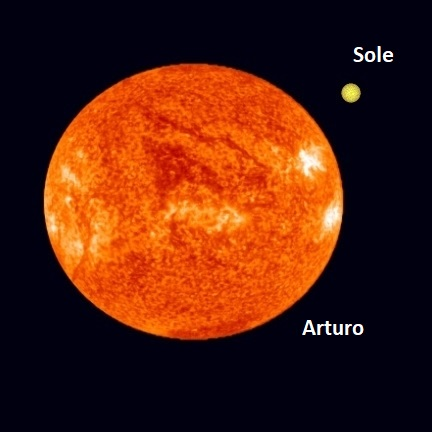
Confronto tra le dimensioni del Sole e di Arturo

Come tutte le stelle giganti, Arturo ha dimensioni notevoli. Tali dimensioni, insieme alla relativa vicinanza della stella a noi, permettono misure interferometriche dirette del suo diametro. In questo campo Arturo è stata oggetto di studi particolarmente accurati che hanno raggiunto risultati in buon accordo fra loro e con margini di errore bassi. Uno studio del 1986 riporta come diametro angolare 20,36 ± 0,20 mas, studi successivi dànno valori leggermente maggiori: uno studio del 1999 21,0 ± 0,2 mas, uno del 2003 21,373 ± 0,247 mas. Lo studio condotto con tecniche più raffinate risale al 2008; unisce all'uso di strumenti particolarmente precisi elaborate tecniche matematiche per il trattamento dei dati: il risultato ottenuto, dopo la correzione dovuta all'oscuramento al bordo, è un diametro angolare di 21,05 ± 0,21 mas; alla distanza calcolata da Hipparcos, ciò significa che Arturo ha un raggio corrispondente a 25,5±1,5 R⊙ (circa 17,78 ± 1,04 milioni di km). Se si trovasse al centro del sistema solare, Arturo occuperebbe circa un quarto dell'orbita di Mercurio.
La velocità di rotazione delle stelle giganti e supergiganti è notoriamente molto difficile da calcolare. Infatti le stelle di questo tipo uniscono a una velocità di rotazione ridotta macroturbolenze della loro superficie accentuate; pertanto è complicato distinguere i movimenti del gas dovuti effettivamente alla rotazione stellare da quelli imputabili alle macroturbolenze superficiali. In ogni caso, studi accurati hanno permesso di determinare, sebbene con un alto margine di errore, la sua velocità di rotazione all'equatore: 1,5 ± 0,3 km/s ÷ sen i, ove i è l'inclinazione dell'asse di rotazione rispetto al piano di osservazione. Se , però, il valore di i non viene determinato, questo dato non è sufficiente a stimare con precisione la velocità e il periodo di rotazione di Arturo. Si è tuttavia riusciti ad arrivare a questo risultato per un'altra strada: Arturo, come il Sole, presenta sulla superficie regioni magneticamente attive; è stato possibile individuarne una, comparsa nel 1991, e seguirla; ciò ha portato a stimare il periodo di rotazione di Arturo in 2,0 ± 0,2 anni. Sulla base di questo dato e del raggio di questo astro è possibile stabilire anche la velocità di rotazione all'equatore, che risulta essere 1,76 ± 0,25 km/s. Periodi di rotazione così lunghi non sono affatto inusuali in una stella gigante in quanto, per la legge di conservazione del momento angolare, aumentando il raggio della stella, la velocità di rotazione diminuisce e quindi essa perde velocità angolare nell'abbandonare la sequenza principale. Conoscendo la velocità di rotazione all'equatore è possibile anche calcolare l'inclinazione (i) di Arturo rispetto al piano della nostra visuale: 58° ± 25°. Questo dato, tuttavia, avendo un alto margine di errore, non fornisce molte informazioni, anche se è possibile concludere che i non è né uguale a 0° (cioè Arturo non rivolge verso di noi un polo), né uguale a 90° (cioè l'asse di rotazione di Arturo non è perpendicolare alla nostra visuale).

### Luminosità
La luminosità intrinseca di Arturo nelle lunghezze d'onda del visibile è ricavabile dalla sua magnitudine apparente e dalla distanza: risulta 113 volte più luminosa del Sole. Ma la temperatura superficiale relativamente bassa di Arturo fa sì che, per la legge di Wien, essa emetta molta radiazione nell'infrarosso, ove si trova il picco di massima radiazione emessa dalla stella. Se si prende in considerazione questo fattore, allora la luminosità di Arturo sale a 196±21 L⊙. Si tratta della stella più luminosa entro una distanza di 50 anni luce dal Sole.

### Massa, stato evolutivo, età e destino finale
Mentre per le stelle di sequenza principale esiste una ben stabilita relazione fra la luminosità e la massa, sicché, conosciuta la luminosità assoluta, la massa può essere ottenuta con un buon margine di precisione, le cose stanno alquanto diversamente per le giganti e supergiganti. La loro luminosità cambia di molto nel tempo a seconda dello stadio evolutivo; quindi, a meno che questo non si conosca con precisione, non è possibile dedurre la massa dalla luminosità.

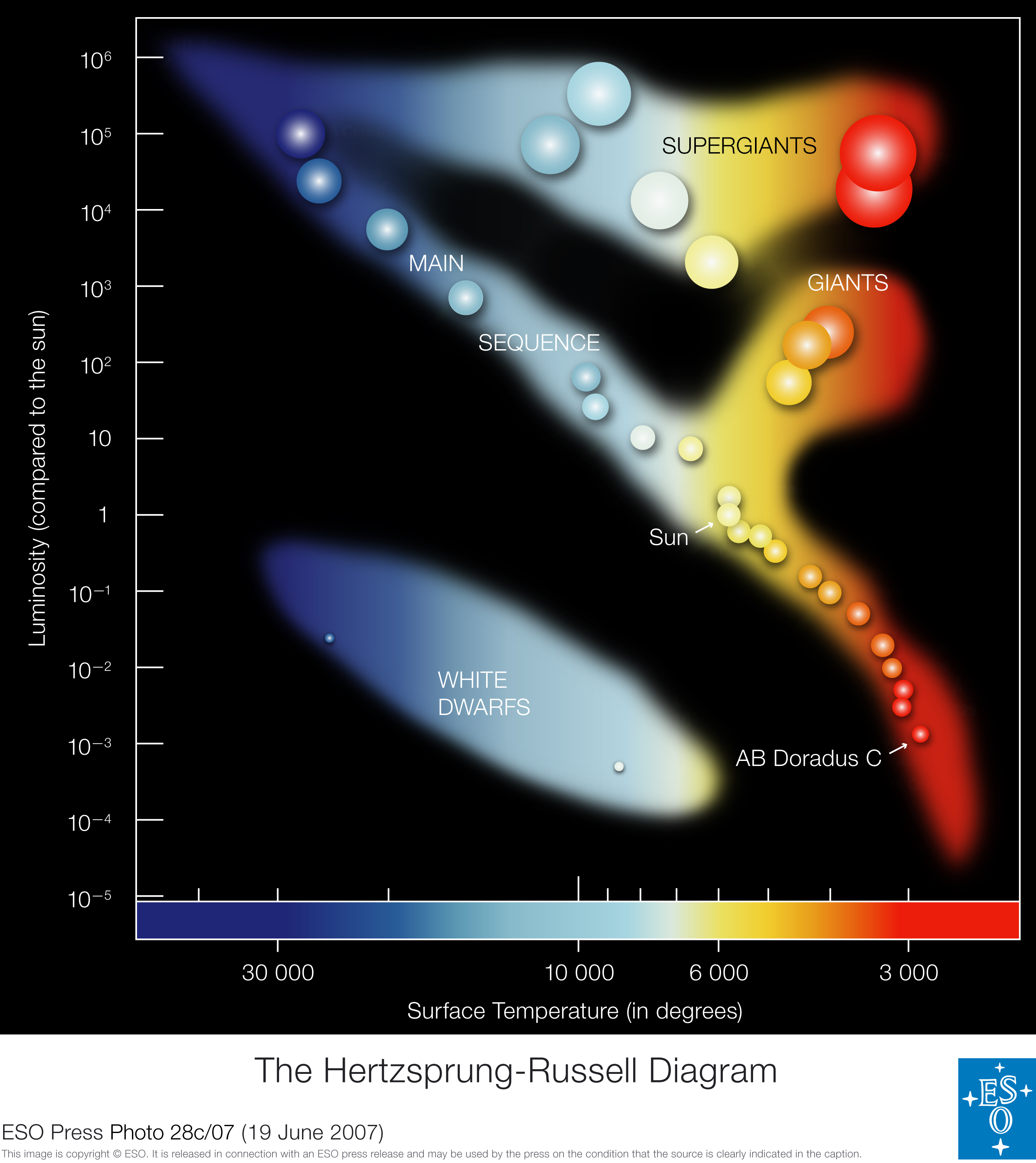
Posizione di Arturo e di altre stelle nel diagramma HR

Esiste però un altro metodo per cercare di calcolare la massa di queste classi di stelle: essa è infatti ricavabile conoscendo il raggio e l'accelerazione di gravità sulla superficie. Il rapporto fra atomi ionizzati e atomi neutri dello stesso elemento nell'atmosfera di una stella è sensibile all'accelerazione di gravità; pertanto il rapporto fra ioni e atomi neutri può essere sfruttato per calcolare l'accelerazione di gravità e, di conseguenza, la massa di una stella. Purtroppo, in ambienti a bassa accelerazione di gravità, quale è quello di una stella gigante, il valore dell'accelerazione diventa molto sensibile a quello della temperatura superficiale adottata, e piccoli errori nella stima della temperatura possono portare a valori di accelerazione non corretti.
Tuttavia, anche in questo caso, l'accuratezza con la quale Arturo è stata studiata ha permesso di ottenere risultati con margini di errore relativamente bassi e in discreto accordo fra loro. A una temperatura superficiale stimata di 4 330 K, il log g, o logaritmo della gravità superficiale della stella, è risultato essere 1,6 ± 0,15 in uno studio condotto nel 1993. Si può confrontarlo con quello del Sole che è 4,44: l'accelerazione sulla superficie di Arturo è notevolmente inferiore a quella del Sole a causa delle sue dimensioni molto maggiori.
Sulla base di questo valore e del raggio stimato si ricava che la massa di Arturo è pari a 0,55-1,1 M⊙ ed è paragonabile a quella del Sole, il che ci permette di immaginare l'aspetto che avrà il Sole nelle ultime fasi della sua esistenza. Un'altra misura di log g, condotta sempre nel 1993, ha dato risultati comparabili: 1,5 ± 0,15; se questo valore fosse quello corretto, la massa di Arturo ammonterebbe a 0,75 ± 0,2 M☉. Stime più recenti, basate sulla composizione chimica della stella, danno come risultato una massa leggermente superiore a quella del Sole: Ramirez e Prieto nel 2011 la stimano in 1,08 masse solari, Reffert e colleghi nel 2015 in 1,12, e Martig et al. nel 2016 di 0,97 M⊙, quindi si potrebbe assumere quella media di Ramirez e Prieto del 2011, di 1,08 M⊙.

Una stella di 1,1 masse solari rimane all'interno della sequenza principale per circa 7,5 miliardi di anni. Poiché Arturo ha già abbandonato la sequenza principale, questa è la sua età minima, se le misure della sua massa sono corrette. Anche recenti stime sull'età di Arturo sembrano in linea con questa ipotesi: Ramirez e Prieto la indicano in 7,1 miliardi di anni, Martig et al. in 8,6 miliardi di anni, come peraltro fece nel 2008 Soubiran, mentre Reffert e colleghi arrivano fino a oltre 10 miliardi di anni. 

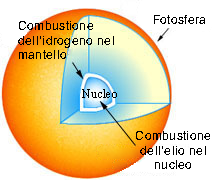
Struttura di una stella gigante come Arturo

Arturo, uscendo dalla sequenza principale, ha cessato di fondere l'idrogeno all'interno del suo nucleo. Probabilmente sta già fondendo l'elio presente nel nucleo in carbonio tramite il processo tre alfa e in ossigeno tramite il processo alfa; sta inoltre fondendo idrogeno in elio negli strati immediatamente a ridosso del suo nucleo. Entro alcune centinaia di milioni di anni perderà molta della sua massa tramite un intenso vento stellare che alla fine allontanerà dal suo nucleo gli strati superficiali di idrogeno e elio, mischiati a minori quantità di carbonio e ossigeno. Allontanandosi dal nucleo, questo inviluppo di gas formerà una nebulosa planetaria, mentre il nucleo stesso, non più sufficientemente sostenuto dalle reazioni nucleari, collasserà su sé stesso per effetto della forza di gravità formando una nana bianca delle dimensioni della Terra, avente una temperatura inizialmente molto elevata, ma che mano a mano diminuirà a causa degli scambi termici con lo spazio circostante. Il raffreddamento delle nane bianche è comunque un processo estremamente lento a causa della piccola superficie di questi astri, perciò Arturo diventerà una nana nera solo fra parecchie decine di miliardi di anni.

## Altre caratteristiche

### Metallicità
Probabilmente il miglior studio circa la metallicità e la composizione chimica dell'atmosfera di Arturo rimane ancora Peterson 1993; ipotizza che l'abbondanza di ferro nell'atmosfera di questa stella rispetto a quella del Sole sia {\displaystyle {\begin{smallmatrix}\left[{\frac {Fe}{H}}\right]\;=\;-0,50\pm 0,1\end{smallmatrix}}}. Tale notazione è definita come il logaritmo della quantità di ferro (Fe) rispetto all'idrogeno (H), diminuita del logaritmo della metallicità del Sole: così, se la metallicità della stella presa in esame è pari a quella solare, il risultato è zero. Un valore logaritmico di −0,5 ± 0,1 equivale a un'abbondanza di ferro pari al 25 - 39% di quella solare. Le abbondanze di carbonio, cromo e nichel hanno un valore comparabile, cioè sono circa un terzo di quella solare. Altri elementi sono relativamente più abbondanti: ad esempio, le abbondanze dell'ossigeno, del magnesio, dell'alluminio e del silicio si aggirano intorno all'80% di quella solare; quelle dell'azoto, del sodio, del calcio e del titanio intorno al 63%; quella dello scandio intorno a metà di quella del Sole.
Una composizione chimica come questa è tipica nelle stelle appartenenti all'alone galattico. In particolare sembra che tutte le stelle molto povere di ferro presentino una maggiore abbondanza relativa di ossigeno, magnesio, silicio e calcio. Si è cercato di spiegare questa configurazione chimica mediante l'ipotesi che i metalli presenti nelle stelle di popolazione II dell'alone siano derivati dalla nucleosintesi che avviene nelle supernovae di tipo II o Ib. La configurazione chimica di una stella come il Sole deriverebbe invece dall'esplosione di supernovae di tipo Ia. Queste ultime, derivando da sistemi binari, richiedono tempi molto più lunghi per formarsi. Essendo Arturo alcuni miliardi di anni più vecchia del Sole, si è formata da nebulose scarsamente arricchite da questo tipo di supernovae.

### Una stella gigante non coronale

Confronto fra la supergigante rossa Antares, il Sole e Arturo. Il cerchio nero rappresenta la grandezza dell'orbita di Marte

Arturo è presa come archetipo delle stelle giganti non coronali. Misurazioni precise compiute tramite il satellite ROSAT hanno escluso che da Arturo si diparta un flusso di raggi X superiore a un decimillesimo di quello emesso dal Sole. Ciò induce a escludere la presenza di una corona con temperature superiori a 100 000 K (a confronto, quella della corona solare raggiunge 1-3 milioni K).
Poiché sembra che tutte le stelle di massa medio-piccola di sequenza principale (classi spettrali da F a M) siano dotate di corona, sorgono due domande:
1. Cosa determina la perdita della corona in stelle come Arturo nel passaggio dalla sequenza principale allo stadio di gigante rossa?
2. Perché certe giganti possiedono una corona e altre no?

Probabilmente per rispondere alla prima è necessario conoscere la risposta alla seconda. È noto dalla fine degli anni Settanta che, per quanto riguarda le stelle di popolazione I, esiste una ben precisa linea di divisione fra le giganti coronali e quelle non coronali, posta intorno alla classe spettrale K3. Le subgiganti, giganti e giganti brillanti di classi precedenti alla K3 hanno una corona, mentre quelle delle classi successive non la possiedono. La linea di divisione per le stelle di popolazione II sembra essere spostata nelle ultime sottoclassi della classe G o nelle prime sottoclassi della classe K, tanto che Arturo, pur essendo di classe K1,5, è privo di corona.
Si possono dare due interpretazioni della linea di divisione fra le giganti coronali e non coronali: la prima è che le giganti gialle di classe F e G abbiano una massa superiore (2-3 M☉) a quella delle classi K e M (che sarebbe uguale o inferiore a 1 M☉). Dato che le prime, durante la loro permanenza nella sequenza principale, hanno un'alta velocità di rotazione, conservano un sufficiente momento angolare per innestare i processi che portano alla formazione della corona; questo non avverrebbe per il secondo tipo di giganti che ruotano troppo lentamente durante la fase di sequenza principale per conservare un simile momento angolare.
Secondo un'altra ipotesi, l'assenza di corone nelle giganti arancioni e rosse è determinata dal loro maggiore raggio e quindi dalla minore gravità superficiale. Questa inibirebbe la formazione dei loop magnetici che intrappolano ed eccitano il gas, facendo emettere loro raggi X. In stelle di questo tipo l'energia meccanica, che negli altri casi favorisce la comparsa di una corona, sarebbe dissipata in venti stellari di maggiore intensità rispetto a quelli che caratterizzano le giganti gialle di tipo F e G.
In ogni caso, la perdita della corona in una gigante come Arturo è stata probabilmente determinata dall'aumento del suo volume, che ha causato un'importante diminuzione della velocità angolare e una gravità superficiale molto più bassa.

### Variabilità
Fino alla fine degli anni Ottanta si credeva che le giganti di classe K fossero stabili. Osservazioni più accurate hanno dimostrato, invece, che esse presentano variabilità sul corto (ore o giorni) e/o lungo (mesi o anni) periodo. Arturo non fa eccezione: a lungo ritenuta stabile, la sua variabilità è stata scoperta grazie ad alcune osservazioni di metà degli anni Ottanta. Questo astro in effetti oscilla fra le magnitudini −0,13 e −0,03.
Arturo presenta variazioni sia sul breve sia sul lungo periodo. Quelle sul breve periodo sono probabilmente dovute a onde di pressione simili a quelle che caratterizzano la sismologia del Sole. Più onde si sovrappongono le une con le altre, il che rende più difficile la loro misurazione. In ogni caso i periodi di queste oscillazioni sono stati individuati con un margine di errore relativamente basso: sembrano compresi fra 11 giorni e poco più di tre ore. Il periodo dominante pare aggirarsi intorno ai 3 giorni: è stato calcolato in 2,7 giorni in uno studio del 1990, 2,8 giorni in uno studio del 2003, 3,3 giorni in uno studio del 2007.

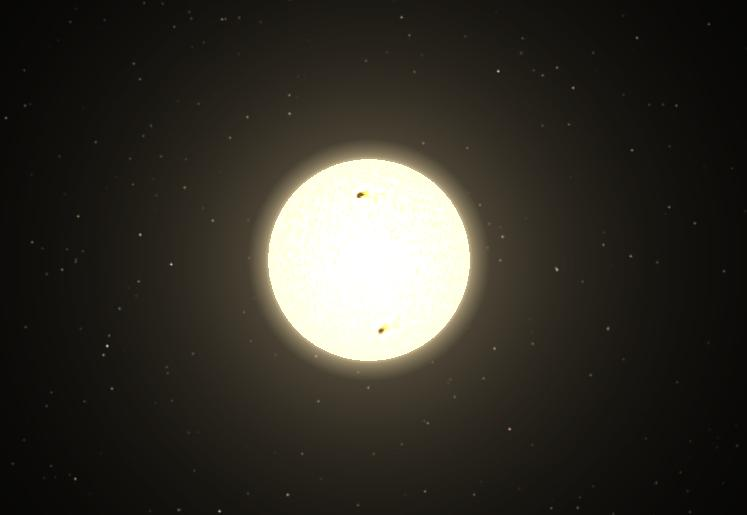
Rappresentazione artistica di Arturo dalla distanza di 1,5 UA

Trovare invece il periodo e la causa delle variazioni più lunghe si è rivelato molto difficile, e le ipotesi al riguardo sono molteplici. Due studi della fine degli anni Ottanta riportano un periodo di 640 giorni o più e un periodo di 1.842 giorni. Le spiegazioni delle variazioni fornite da questi studi vanno dalla presenza di supergranuli sulla superficie di Arturo alle ipotesi che esistano zone meno calde alternate a zone a temperatura più elevata e che esista una compagna in orbita intorno alla principale. Uno studio del 2008 parla di un periodo di 14 anni e cerca di spiegarlo mediante l'ipotesi di un ciclo magnetico simile a quello solare. Nello stesso studio, oltre a questo periodo, ne sono stati trovati altri più brevi: 257, 207 e 115 giorni. Poiché questi periodi corrispondono a circa un quarto del periodo di rotazione della stella su sé stessa, si è ipotizzato che essi siano causati da quattro regioni magneticamente attive della superficie della stella, simili alle macchie solari. La variazione della lunghezza del periodo viene spiegata con la migrazione delle macchie a latitudini diverse durante il ciclo magnetico e con la rotazione differenziale della stella: migrando a latitudini differenti, le macchie ruotano a velocità angolari differenti e quindi mutano il periodo di rotazione.

### Presenza di molecole nell'atmosfera
Osservazioni nella banda dell'infrarosso hanno rilevato nell'atmosfera di Arturo nubi di monossido di carbonio. Poiché le molecole possono formarsi solo a temperature relativamente basse, questo fa pensare che le nubi di CO si trovino nell'alta atmosfera. La presenza di tali nubi sembra essere comune nelle giganti delle ultime classi (K e M), nonché nelle supergiganti delle medesime classi. Le temperature relativamente basse delle atmosfere di queste stelle e la bassa gravità superficiale ne favorirebbero la formazione. L'origine delle nubi potrebbe essere dovuta all'attività cromosferica di queste stelle: i movimenti di gas presenti in questo strato fornirebbero materiale agli strati sovrastanti, dove esso, raffreddandosi, favorirebbe la formazione delle nubi.

I dintorni di Arturo: le due stelle luminose di colore azzurro che si osservano a destra di Arturo nella fotografia sono Mufrid e Tau Boötis, mentre la stella luminosa di colore arancione, sempre a destra di Arturo, è Upsilon Boötis

La presenza di molecole nell'atmosfera di Arturo è confermata dalla rilevazione di vapori di acqua. Anche questa caratteristica sembra essere condivisa con le stelle giganti e supergiganti delle ultime classi: molecole di H2O sono state, per esempio, rilevate nelle atmosfere delle giganti di tipo M e in supergiganti rosse come Antares e Betelgeuse. Secondo un'altra ipotesi, però, il rilevamento di acqua deriverebbe dalla presenza non di nubi nell'alta atmosfera, ma di singole molecole nell'alta fotosfera della stella.

### Arturo B?
Hipparcos suggerisce che Arturo sia una stella binaria, con una compagna 3,33 ± 0,31 magnitudini più debole della primaria (cioè circa venti volte più debole), posta a una distanza di 255 ± 39 mas dalla principale, che corrispondono a circa 3 au. Si è ipotizzato che Arturo B potesse essere una stella subgigante o una stella di sequenza principale arancione, di classe spettrale K, molto simile a quella di Arturo A, e che questo ne avesse impedito il rilevamento in precedenza, ma uno studio del 1999, sulla base di una serie di osservazioni compiute mediante il telescopio del Monte Wilson, ha escluso che Arturo avesse una compagna più luminosa di 1/60 della principale.
Uno studio del 2005 ha però rilanciato l'ipotesi di una stella binaria. Sulla base di osservazioni interferometriche nella banda del vicino infrarosso, gli autori hanno ipotizzato l'esistenza di una compagna 25-50 volte più debole della principale separata da essa di 212 mas. Data la luminosità complessiva di circa 200 L☉ di Arturo, Arturo B avrebbe una luminosità di 4-8 L☉. Questa luminosità è compatibile solo con l'ipotesi che Arturo B sia una stella subgigante con una massa di poco inferiore a quella di Arturo A e quindi a uno stadio evolutivo di poco precedente la principale. Ipotizzare una stella più massiccia non spiegherebbe la differenza di luminosità fra le due, in quanto entrambe dovrebbero aver raggiunto lo stadio di giganti. Ipotizzare una stella meno massiccia, per esempio una stella di classe K appartenente alla sequenza principale, non spiegherebbe una luminosità di 4-8 L☉. In particolare gli autori di questo studio pensano che Arturo B possa essere una stella di classe spettrale G4IV.
Un autorevole studio del 2008, che merita di essere preso in considerazione, ha nuovamente smentito l'ipotesi dell'esistenza di una compagna di Arturo. Esso esclude la presenza nelle vicinanze di Arturo di un oggetto con una luminosità superiore a 1/1200 della principale. Poiché Arturo ha una luminosità di circa 200 L☉, se una compagna esiste, la sua luminosità è minore di 0,16 L☉. Gli autori non escludono comunque che intorno ad Arturo orbiti un pianeta avente una massa alcune volte quella di Giove.
L'ipotesi di un pianeta di tipo gioviano era del resto stata avanzata precedentemente quale possibile spiegazione di alcune oscillazioni della velocità radiale rilevabili nello spettro di Arturo: in uno studio del 1989, per esempio, accanto ad altre ipotesi come l'esistenza di supergranuli sulla superficie, veniva ipotizzata l'esistenza di un pianeta avente 1,5-7 masse gioviane che producesse le oscillazioni. La possibilità della presenza di un compagno simile, con una massa calcolata maggiore di 4,4 MJ, è stata rilanciata in uno studio del 2007.

## Luminosità apparente comparata nel tempo
Arturo si troverà nel punto di maggior vicinanza alla Terra fra circa 4000 anni, quando sarà circa 0,1 anni luce più vicino a noi rispetto ad ora. La sua luminosità apparente è quindi destinata ad aumentare, anche se di poco, per ancora quattro millenni. Poi comincerà a declinare, in quanto la stella inizierà ad allontanarsi. Entro poche migliaia di anni sarà superata in luminosità da Vega, che sta avvicinandosi alla Terra, incrementando quindi la propria luminosità; fra poco più di 50 000 anni da Altair, un'altra stella luminosa che si sta avvicinando a noi, e fra circa 70 000 anni anche da Procione che a quel tempo starà allontanandosi dalla Terra, ma non al ritmo di Arturo. Fra mezzo milione di anni Arturo non sarà più visibile a occhio nudo. Secondo altre fonti, il decremento di luminosità sarà meno rapido e a quel tempo Arturo avrà la magnitudine 4.
|          | \| Anni \| Sirio \| Canopo \| α Centauri \| Arturo \| Vega \| Procione \| Altair \| \| -------- \| ----- \| ------ \| ---------- \| ------ \| ----- \| -------- \| ------ \| \| −100 000 \| −0,66 \| −0,82 \| 2,27 \| 0,88 \| 0,33 \| 0,88 \| 1,69 \| \| −75 000 \| −0,86 \| −0,80 \| 1,84 \| 0,58 \| 0,24 \| 0,73 \| 1,49 \| \| −50 000 \| −1,06 \| −0,77 \| 1,30 \| 0,30 \| 0,17 \| 0,58 \| 1,27 \| \| −25 000 \| −1,22 \| −0,75 \| 0,63 \| 0,08 \| 0,08 \| 0,46 \| 1,03 \| \| 0 \| −1,43 \| −0,72 \| −0,21 \| −0,02 \| 0,00 \| 0,37 \| 0,78 \| \| 25 000 \| −1,58 \| −0,69 \| −0,90 \| 0,02 \| −0,08 \| 0,33 \| 0,49 \| \| 50 000 \| −1,66 \| −0,67 \| −0,56 \| 0,19 \| −0,16 \| 0,32 \| 0,22 \| \| 75 000 \| −1,66 \| −0,65 \| 0,30 \| 0,45 \| −0,25 \| 0,37 \| −0,06 \| \| 100 000 \| −1,61 \| −0,62 \| 1,05 \| 0,74 \| −0,32 \| 0,46 \| −0,31 \| |        |            |        |       |          |        |
| Anni     | Sirio | Canopo | α Centauri | Arturo | Vega  | Procione | Altair |
| −100 000 | −0,66 | −0,82  | 2,27       | 0,88   | 0,33  | 0,88     | 1,69   |
| −75 000  | −0,86 | −0,80  | 1,84       | 0,58   | 0,24  | 0,73     | 1,49   |
| −50 000  | −1,06 | −0,77  | 1,30       | 0,30   | 0,17  | 0,58     | 1,27   |
| −25 000  | −1,22 | −0,75  | 0,63       | 0,08   | 0,08  | 0,46     | 1,03   |
| 0        | −1,43 | −0,72  | −0,21      | −0,02  | 0,00  | 0,37     | 0,78   |
| 25 000   | −1,58 | −0,69  | −0,90      | 0,02   | −0,08 | 0,33     | 0,49   |
| 50 000   | −1,66 | −0,67  | −0,56      | 0,19   | −0,16 | 0,32     | 0,22   |
| 75 000   | −1,66 | −0,65  | 0,30       | 0,45   | −0,25 | 0,37     | −0,06  |
| 100 000  | −1,61 | −0,62  | 1,05       | 0,74   | −0,32 | 0,46     | −0,31  |

## Etimologia e significato culturale

### I nomi di Arturo e il loro significato
Il nome della stella deriva dal greco antico Ἀρκτοῦρος? il cui significato, "Il guardiano dell'orsa", deriva da ἄρκτος (árktos), "orso" + οὖρος (oûros), "guardiano". È un riferimento al suo essere la stella più luminosa del Boötes (il bovaro) vicina alle due orse (Ursa Major e Ursa Minor).
In arabo è una delle due stelle chiamata al-simāk, che significa l'"elevata" (l'altra è Spica). Arturo è in arabo السماك الرامح, as-simāk ar-rāmiħ, "L'elevata del lanciere". Questo nome è stato variamente latinizzato in passato, dando vita alle versioni ormai obsolete Aramec e Azimech. Il nome Alramih è usato nel Trattato sull'astrolabio di Geoffrey Chaucer del 1391. Un altro nome arabo è Haras al-samà (حارس السماء), "Guardiano dei cieli".
Nell'astronomia cinese Arturo è chiamata Dah Jyaoo (大角, "Grande corno", Pinyin: Dàjiǎo), essendo la stella più luminosa della costellazione cinese del Corno (Jyaoo Shiuh, 角宿, Pinyin: Jiǎo Xiǔ). Con le successive mutazioni storiche venne a far parte della costellazione cinese Kangh Shiuh (亢宿, Pinyin: Kàng Xiǔ).
L'antica astronomia giapponese ha adottato il nome cinese Dah Jyaoo (大角, Tai Roku), ma attualmente è più comune il nome occidentale di Arturo (アルクトゥルス?, Arukuturusu).
Nell'astronomia hindu corrisponde alla tredicesima nakṣatra (suddivisione del cielo), chiamata Svātī, che significa o "il grande camminatore", in riferimento forse alla sua lontananza dallo zodiaco, o "la perla", "la gemma", "il grano di corallo", in riferimento probabilmente alla sua luminosità.

### Nella cultura
Essendo una delle stelle più luminose del cielo notturno, Arturo ha attirato l'attenzione fin dai tempi più remoti. È citato già dal poeta greco Esiodo e per lungo tempo si è creduto che il libro di Giobbe facesse riferimento a essa al versetto 38,32 ("Fai tu spuntare a suo tempo la stella del mattino o puoi guidare l'Orsa insieme con i suoi figli?"), ma ora si crede che il versetto faccia riferimento alla costellazione dell'Orsa Maggiore. I Greci e i Romani associavano il sorgere e il tramontare di Arturo a eventi infausti: in questo senso ne parla l'astronomo e poeta greco Arato di Soli, mentre Plinio il Vecchio la chiama terribile e Virgilio nelle Georgiche fa allusione ai suoi influssi negativi sull'agricoltura.

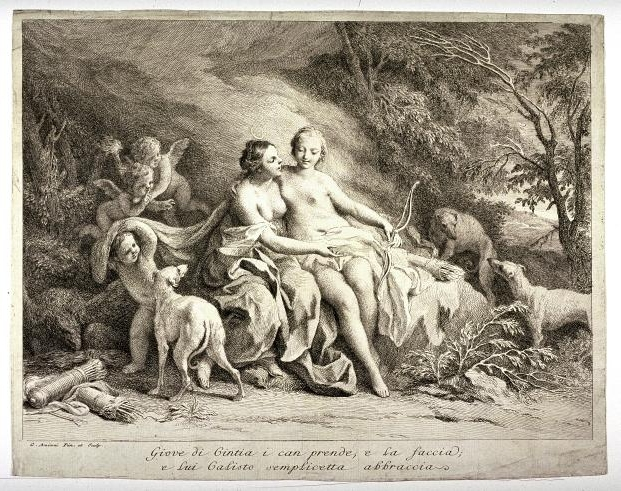
Jacopo Amigoni (1675 - 1752), Zeus, sotto le sembianze di Artemide, seduce Callisto (ca. 1740-1750)

Nella mitologia greca la stella Arturo (o, secondo altre versioni, tutta la costellazione Boote di cui fa parte) fu messa in cielo da Zeus per proteggere la vicina Callisto (Orsa Maggiore) dalla gelosia di Era. Callisto era la figlia di Licaone, re dell'Arcadia. Essa, ancora giovinetta, si votò ad Artemide. Doveva rimanere vergine per servire e accompagnare la dea a caccia di animali nella foresta, ma Zeus si innamorò di Callisto e la sedusse; dalla loro unione nacque Arcade. Zeus sapeva che se sua moglie Era avesse scoperto il tradimento si sarebbe vendicata su Callisto; quindi per proteggerla la trasformò in un'orsa (in un'altra versione del mito lo fece Era stessa; in un'altra ancora è Artemide, una volta scoperto che Callisto era venuta meno al voto). Callisto, trasformata in orsa, vagò nella foresta alla ricerca del figlio, che trovò anni dopo, quando Arcade era ormai adulto. Cercò di abbracciarlo sollevandosi sulle gambe posteriori, ma Arcade non la riconobbe e pensò che stesse per aggredirlo. Quando stava per uccidere la propria madre-orsa, Zeus, commosso, trasformò Callisto e Arcade in due costellazioni (Orsa Maggiore e Orsa Minore, oppure, secondo altre versioni, Orsa maggiore e Boote/Arcade). Venuta a conoscenza dell'accaduto, Era, furiosa, chiese a Oceano di non permettere loro di bagnarsi mai più nelle sue acque. In questo modo viene spiegata la declinazione molto settentrionale delle due costellazioni che le rende circumpolari in molte regioni dell'emisfero boreale.
I navigatori polinesiani preistorici chiamavano Arturo Hōkūleʻa, "Stella della gioia". Alle Hawaii Arturo è allo zenit; utilizzando Hōkūleʻa e altre stelle, i polinesiani partivano da Tahiti e dalle isole Marchesi con le loro canoe a doppio scafo. Viaggiavano a est e a nord attraversando l'equatore e raggiungevano la latitudine in cui Arturo appariva allo zenit nel cielo notturno estivo. In tal modo stabilivano di essere arrivati alla latitudine corretta. Quindi viravano verso ovest, sfruttando gli alisei. Mantenendo Hōkūleʻa sopra la testa, approdavano sulle spiagge sudorientali dell'isola di Hawaii. Per ritornare a Tahiti, usavano Sirio, perché in questa isola appare allo zenit. Dal 1976 i navigatori della Polynesian Voyaging Society Hōkūle‘a hanno attraversato l'oceano Pacifico parecchie volte utilizzando le antiche tecniche di navigazione di questi popoli.
La tribù dei Koori del sud-est dell'Australia chiamava Arturo Marpean-kurrk. Quando raggiungeva il nord in primavera, Arturo annunciava la comparsa delle larve di una specie di formiche di cui essi si cibavano, mentre la sua scomparsa all'inizio dell'estate determinata dalla posizione vicina al Sole corrispondeva alla scomparsa delle larve. Arturo era anche nota come la madre di Djuit (Antares) e di un'altra stella in Boote, chiamata Weet-kurrk.

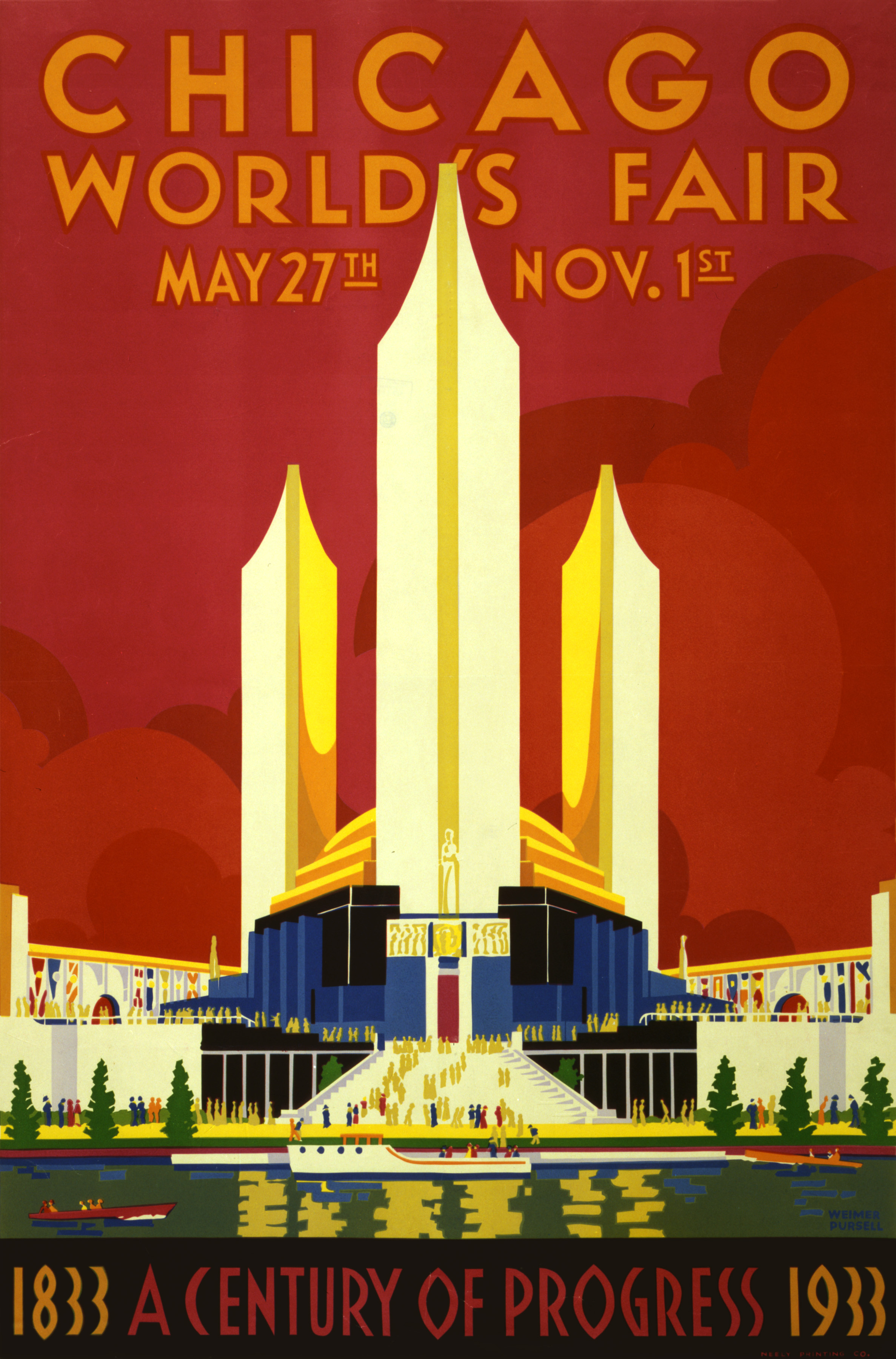
Il poster dell'esposizione di Chicago del 1933

I nativi del nord America interpretavano l'arco formato dalle stelle del Grande Carro come un orso inseguito da primavera fino all'autunno da una fila di cacciatori, identificabili con le stelle che formano la stanga del carro e con quelle che costituiscono la parte ovest della costellazione del Boote. In particolare, sono Pettirosso (Alioth), Passero (Mizar), Corvo (Alkaid), Piccione (Seginus nel Boote), Ghiandaia (Izar), Civetta (Arturo) e Civetta acadica (Mufrid). Sfinito dal lungo inseguimento, in autunno l'orso viene ferito dalle frecce dei cacciatori, barcolla nei pressi dell'orizzonte nord, dove il suo sangue schizza macchiando di rosso il petto di Pettirosso e cola imporporando la foresta (il fogliame rosso autunnale). Ma ogni anno l'orso scappa (i cacciatori identificati con le stelle del Boote tramontano), va in letargo, le sue ferite si rimarginano durante l'inverno e si risveglia di nuovo in primavera per essere nuovamente inseguito.
Nella primavera 1933, alla cerimonia di apertura della "Century of Progress Exposition", un'esposizione universale tenuta a Chicago per celebrare il centenario della città, la luce di Arturo fu concentrata da un telescopio su una cella fotoelettrica, la cui corrente attivò un interruttore che accese i riflettori dell'esposizione. Arturo fu scelta perché l'esposizione precedente si era tenuta a Chicago nel 1893, 40 anni prima, e all'epoca gli astronomi ritenevano che la luce impiegasse 40 anni per giungere da Arturo fino a noi (oggi sappiamo che Arturo si trova a poco meno di 37 anni luce).
Deve il nome a questa stella, e al suo significato di "guardiano", Regulus Arcturus Black, personaggio della saga di Harry Potter di J. K. Rowling.

### Testi generici
- (EN) E. O. Kendall, Uranography: Or, A Description of the Heavens; Designed for Academics and Schools; Accompanied by an Atlas of the Heavens, Philadelphia, Oxford University Press, 1845.
- (EN) John Gribbin, Mary Gribbin, Stardust: Supernovae and Life—The Cosmic Connection, Yale University Press, 2001, ISBN 0-300-09097-8.
- AA.VV, L'Universo - Grande enciclopedia dell'astronomia, Novara, De Agostini, 2002.
- J. Gribbin, Enciclopedia di astronomia e cosmologia, Milano, Garzanti, 2005, ISBN 88-11-50517-8.
- W. Owen, et al, Atlante illustrato dell'Universo, Milano, Il Viaggiatore, 2006, ISBN 88-365-3679-4.
- J. Lindstrom, Stelle, galassie e misteri cosmici, Trieste, Editoriale Scienza, 2006, ISBN 88-7307-326-3.

### Sulle stelle
- (EN) Martin Schwarzschild, Structure and Evolution of the Stars, Princeton University Press, 1958, ISBN 0-691-08044-5.
- (EN) Martha Evans Martin; Donald Howard Menzel, The Friendly Stars: How to Locate and Identify Them, Dover, Courier Dover Publications, 1964,  pagine 147, ISBN 0-486-21099-5.
- R. J. Tayler, The Stars: Their Structure and Evolution, Cambridge University Press, 1994,  p. 16, ISBN 0-521-45885-4.
- (EN) David H. Levy; Janet A. Mattei, Observing Variable Stars, 2ª ed., Cambridge, Cambridge University Press, 1998,  pagine 198, ISBN 0-521-62755-9.
- (EN) Cliff Pickover, The Stars of Heaven, Oxford, Oxford University Press, 2001, ISBN 0-19-514874-6.
- A. De Blasi, Le stelle: nascita, evoluzione e morte, Bologna, CLUEB, 2002, ISBN 88-491-1832-5.
- C. Abbondi, Universo in evoluzione dalla nascita alla morte delle stelle, Sandit, 2007, ISBN 88-89150-32-7.
- (EN) Fred Schaaf, The Brightest Stars: Discovering the Universe through the Sky's Most Brilliant Stars, John Wiley & Sons, Incorporated, 2008,  pagine 288, ISBN 978-0-471-70410-2.

### Carte celesti
- Tirion, Rappaport, Lovi, Uranometria 2000.0 - Volume II: The Southern Hemisphere to +6°, Richmond, Virginia, USA, Willmann-Bell, inc., 1987, ISBN 0-943396-15-8.
- Tirion, Sinnott, Sky Atlas 2000.0, 2ª ed., Cambridge, USA, Cambridge University Press, 1998, ISBN 0-933346-90-5.
- Tirion, The Cambridge Star Atlas 2000.0, 3ª ed., Cambridge, USA, Cambridge University Press, 2001, ISBN 0-521-80084-6.